# Едускунта
Едускунта (фін. Eduskunta, швед. Riksdagen, укр. Сейм) — однопалатний парламент Фінляндії. Складається з 200 депутатів. Розміщений у Гельсінкі у Будівлі Парламенту (фін. Eduskuntatalo, швед. Riksdagshuset).
Парламент у Фінляндії обирає уряд — Державну раду, приймає рішення по державному бюджету, схвалює міжнародні угоди. Депутати мають право подавати законопроєкти від власного імені або від імені партії.
У 1906 році була проведена реформа представницького органу Фінляндії — застарілий становий сейм був замінений однопалатним парламентом Едускунтою, що обираються за принципом загального виборчого права. У 1906 році російський імператор Микола II затвердив ухвалений сеймом новий статут сейму, який передбачав запровадження однопалатного парламенту, що обирається на основі загального рівного виборчого права всіма громадянами з 24-річного віку. Число осіб з правом голосу зросла з 125 000 до 1 125 000 чоловік. Фінляндія стала другою країною світу після Нової Зеландії, де виборчі права отримали жінки.
З 21 червня 2023 року спікером парламенту є Юссі Галла-аго.

## Комітети
Парламент Фінляндії має 17 комітетів:
| Комітет                                              | Голова               |
| ---------------------------------------------------- | -------------------- |
| Великий комітет                                      | Гейккі Аутто         |
| Конституційний комітет                               | Гейккі Вестман       |
| Комітет у закордонних справах                        | Кіммо Кіл'юнен       |
| Комітет з питань фінансів                            | Маркус Логі          |
| Бухгалтерський комітет                               | Йоганна Ояла-Ніемеля |
| Комітет з питань управління                          | Маурі Пелтоканґас    |
| Комітет з питань законодавства                       | Юго Еерола           |
| Комітет з питань транспорту та зв'язку               | Йоуні Оваска         |
| Комітет з питань сільського та лісового господарства | Єнна Сімула          |
| Комітет з питань оборони                             | Юкка Копра           |
| Комітет з питань освіти                              | Туула Гаатайнен      |
| Комітет з питань здоров'я та соціальної політики     | Кріста Кіуру         |
| Комітет з питань економічної політики                | Сакарі Пуйсто        |
| Комітет спостереження за розвідкою                   | Паулі Кіуру (в.о.)   |
| Комітет з питань будущого                            | Айно-Кайса Пеконен   |
| Комітет з питань трудово життя та рівності           | Саара-Софіа Сірен    |
| Комітет з питань екології                            | Єнні Пітко           |

## Парламентські вибори у Фінляндії 2015
| Партія | Голосів   | %     | Місць | +/- |
| --- | --------- | ----- | ----- | --- |
| Фінляндський центр                                                                                                | 626,218   | 21.10 | 49    | +14 |
| Істинні фіни | 524,054   | 17.65 | 38    | -1  |
| Національна коаліція                                                                                              | 540,212   | 18.20 | 37    | -7  |
| Соціал-демократична партія                                                                                        | 490,102   | 16.51 | 34    | -8  |
| Зелений союз | 253,102   | 8.53  | 15    | +5  |
| Лівий союз | 211,702   | 7.13  | 12    | -2  |
| Шведська народна партія                                                                                           | 144,802   | 4.88  | 9     | 0   |
| Християнські демократи                                                                                            | 105,134   | 3.54  | 5     | -1  |
| Коаліція Аландських островів                                                                                      | 10,910    | 0.37  | 1     | 0   |
| Піратська партія                                                                                                  | 25,086    | 0.85  | 0     | 0   |
| Партія незалежності                                                                                               | 13,638    | 0.46  | 0     | 0   |
| Communist Party                                                                                                   | 7,529     | 0.25  | 0     | 0   |
| Change 2011 | 7,442     | 0.25  | 0     | 0   |
| Pirkanmaa Joint List                                                                                              | 2,469     | 0.08  | 0     | New |
| Аландська ліберальна партія                                                                                       | 1,277     | 0.04  | 0     | 0   |
| Комуністична робітнича партія — За мир і соціалізм                                                                | 1,100     | 0.04  | 0     | 0   |
| Робоча партія | 984       | 0.03  | 0     | 0   |
| For the Poor | 623       | 0.02  | 0     | 0   |
| Незалежні | 2,075     | 0.07  | 0     | 0   |
| Усього | 2,968,459 | 100   | 200   | 0   |
| |           |       |       |     |
| Всього голосів | 2,983,856 | 100   |       |     |
| Зареєстровані виборці у Фінляндії/явка у Фінляндії                                                                | 4,221,237 | 70.69 |       |     |
| Зареєстровані виборці в цілому/явка в цілому                                                                      | 4,463,333 | 66.85 |       |     |
| Джерело: Vaalit [Архівовано 24 квітня 2015 у Wayback Machine.], YLE [Архівовано 18 січня 2017 у Wayback Machine.] |           |       |       |     |